# Ян Рокицана
Ян от Рокицани (на чешки: Jan Rokycana, Jan z Rokycana, Jan z Rokycan) (* 1396 – †1471) е чешки теолог-реформатор и последовател на Ян Хус.
Син на ковач, за ранните му години почти няма сведения, знае се, че е обучаван в Пражкия университет. По-късно, вече като ректор той се легитимира като умерен хусит и се противопоставя на радикалните таборити. Води кореспонденция с папа Николай V и с Константинополската патриаршия, с която безуспешно търси общение до падането на Византия. В избухналата през 1424 война между хуситските фракции таборитите са спрени пред Прага от дипломатическото пратеничество на Ян Рокицана, съумял да изглади противоречията.
Ян Рокицана подкрепя избора на Иржи Подебрадски за крал на Бохемия, но само до 1465, когато първият и единствен хуститски крал на чехите решава да предяви претенции за короната на свещен римски император.
Голяма част от проповедите му на чешки език ca запазени след смъртта му през 1471. Ян Рокицана е погребан в църквата Дева Мария пред Тин.